# Karl-Heinz Glocke
Karl-Heinz Glocke (* 1934 in Herne; † 2011) war ein inoffizieller Mitarbeiter der Hauptverwaltung A (HVA) des MfS der DDR.

## Leben
Glocke wuchs in armen Verhältnissen auf. Bereits im Alter von 16 Jahren hatte er erstmals Kontakt zum MfS. Er war langjährig leitender Angestellter in der Personalabteilung von RWE.
Glocke war der Vater von Nicole Glocke. Sie verarbeitete die Spionage ihres Vaters im Buch Verratene Kinder zusammen mit Werner Stillers Tochter Edina.

## Spionagetätigkeit
Im Januar 1979 wurde Glocke als Ostspion enttarnt, als Werner Stiller, hauptamtlicher Mitarbeiter des MfS, in den Westen überlief. Stiller bezeichnete Glocke als „Topagent“. Glocke wurde zu einer Freiheitsstrafe von zweieinhalb Jahren verurteilt. Er spionierte gegen die Bundesrepublik, weil er von den sozialistischen Idealen überzeugt war, und nicht aus finanziellen Motiven. Für ihn war die DDR der bessere Staat. Glocke lieferte der HV A Details aus dem Privatleben von RWE-Mitarbeitern. Diese Kompromate konnte die HV A nutzen, um weitere RWE-Beschäftigte zu einer Spionagetätigkeit gegen die Bundesrepublik zu nötigen.